# 광저우 지하철 18호선
광저우 지하철 18호선(중국어 간체자: 广州地铁18号线)은 중화인민공화국 광둥성 광저우 중동부에 있는 쾌속도시철도 노선이다. 광저우 지하철 종합 공사가 운영하며 톈허구의 셴춘역(冼村站)과 남동부의 난사구 완칭사진의 완칭사역(万顷沙站)을 잇는다.

## 개요
광저우 지하철 22호선과 더불어 광역급행철도 노선의 개념으로 건설되어 최고시속 160km/h의 속도로 운행하며 광저우지하철집단의 자회사 광둥도시간철도운영유한공사가 운영한다. 노선 색상은 청색이다. 장기적으로는 여기서 서쪽으로 더 연장하여 주하이시까지도 연결할 계획이 있다. 대한민국의 GTX, 영국 런던의 크로스레일과 유사한 노선이다.

## 역사
- 2021년 9월 28일 - 셴춘 역 ~ 완칭사 역 구간 개통

## 역 목록
| 번호   | 급행 | 역명     | 중국어   | 영어표기     | 영업거리 | 환승              | 위치     |
| ------ | ---- | -------- | -------- | ------------ | -------- | ----------------- | -------- |
| 18호선 |      |          |          |              |          |                   |          |
| 1808   | ●    | 셴춘     | 冼村     | Xiancun      |          | ■ 13호선 (공사중) | 톈허구   |
| 1807   | ●    | 모뎨사   | 磨碟沙   | Modiesha     |          | ■ 8호선           | 하이주구 |
| 1806   | │    | 룽탄     | 龙潭     | Longtan      |          | ■ 11호선          | 하이주구 |
| 1805   | │    | 사시     | 沙溪     | Shaxi        |          |                   | 판위구   |
| 1804   | ●    | 난춘완보 | 南村万博 | Nancun Wanbo |          | ■ 7호선           | 판위구   |
| 1803   | ●    | 판위광창 | 番禺广场 | Panyu Square |          | ■ 3호선 ■ 22호선  | 판위구   |
| 1802   | ●    | 헝리     | 横沥     | Hengli       |          |                   | 난사구   |
| 1801   | ●    | 완칭사   | 万顷沙   | Wanqingsha   |          |                   | 난사구   |

## 같이 보기
- 광저우 지하철